# Fußball-Europameisterschaft 2008/Gruppe D
In der Gruppe D der Fußball-Europameisterschaft 2008 enttäuschte der amtierende Europameister Griechenland, der diesmal mit seiner Defensivtaktik keinen einzigen Punkt erkämpfen konnte. Die Spanier qualifizierten sich souverän als Gruppensieger vor den Russen, die sich im direkten Duell gegen die Schweden mit einem 2:0-Sieg den Einzug ins Viertelfinale sicherten.
| Pl. | Land         | Sp. | S | U | N | Tore    | Diff. | Punkte |
| --- | ------------ | --- | - | - | - | ------- | ----- | ------ |
| 1.  | Spanien      | 3   | 3 | 0 | 0 | 008:300 | +5    | 09     |
| 2.  | Russland     | 3   | 2 | 0 | 1 | 004:400 | ±0    | 06     |
| 3.  | Schweden     | 3   | 1 | 0 | 2 | 003:400 | −1    | 03     |
| 4.  | Griechenland | 3   | 0 | 0 | 3 | 001:500 | −4    | 0      |

## Spanien – Russland 4:1 (2:0)
| Spanien                                                           | Spanien | Russland | Russland | Aufstellung                        |
| ----------------------------------------------------------------- | --- | --- | -------- | ---------------------------------- |
| Spanien                                                           | \| 1. Spieltag \| \| Dienstag, 10. Juni 2008, 18:00 Uhr MESZ in Innsbruck (Tivoli-Neu) \| \| Zuschauer: 30.772 (ausverkauft) \| \| Schiedsrichter: Konrad Plautz ( Österreich) \| \| (PDF) Spielbericht \|                                        | \| 1. Spieltag \| \| Dienstag, 10. Juni 2008, 18:00 Uhr MESZ in Innsbruck (Tivoli-Neu) \| \| Zuschauer: 30.772 (ausverkauft) \| \| Schiedsrichter: Konrad Plautz ( Österreich) \| \| (PDF) Spielbericht \|                                                                                     | Russland | Aufstellung Spanien gegen Russland |
| Spanien                                                           | Iker Casillas – Sergio Ramos, Carlos Marchena, Carles Puyol, Joan Capdevila – David Silva (77. Xabi Alonso), Marcos Senna, Xavi, Andrés Iniesta (63. Santi Cazorla) – David Villa, Fernando Torres (54. Cesc Fàbregas) Cheftrainer: Luis Aragonés | Igor Akinfejew – Alexander Anjukow, Roman Schirokow, Denis Kolodin, Juri Schirkow – Dmitri Sytschow (46. Wladimir Bystrow, 70. Roman Adamow), Konstantin Syrjanow, Sergei Semak , Igor Semschow (58. Dmitri Torbinski), Dinijar Biljaletdinow – Roman Pawljutschenko Cheftrainer: Guus Hiddink | Russland | Aufstellung Spanien gegen Russland |
| Spanien                                                           | 1:0 Villa (20.) 2:0 Villa (44.) 3:0 Villa (75.) 4:1 Fàbregas (90.+1') | 3:1 Pawljutschenko (86.) | Russland | Aufstellung Spanien gegen Russland |
| Spanien                                                           | Spieler des Spiels: David Villa (Spanien) | | Russland | Aufstellung Spanien gegen Russland |
| 1. Spieltag                                                       | | |          |                                    |
| Dienstag, 10. Juni 2008, 18:00 Uhr MESZ in Innsbruck (Tivoli-Neu) | | |          |                                    |
| Zuschauer: 30.772 (ausverkauft)                                   | | |          |                                    |
| Schiedsrichter: Konrad Plautz ( Österreich)                       | | |          |                                    |
| (PDF) Spielbericht                                                | | |          |                                    |

## Griechenland – Schweden 0:2 (0:0)
| Griechenland                                                                    | Griechenland | Schweden | Schweden | Aufstellung                             |
| ------------------------------------------------------------------------------- | --- | --- | -------- | --------------------------------------- |
| Griechenland                                                                    | \| 1. Spieltag \| \| Dienstag, 10. Juni 2008, 20:45 hr MESZ in Salzburg (EM-Stadion Wals-Siezenheim) \| \| Zuschauer: 31.063 (ausverkauft) \| \| Schiedsrichter: Massimo Busacca ( Schweiz) \| \| (PDF) Spielbericht \|                                                                           | \| 1. Spieltag \| \| Dienstag, 10. Juni 2008, 20:45 hr MESZ in Salzburg (EM-Stadion Wals-Siezenheim) \| \| Zuschauer: 31.063 (ausverkauft) \| \| Schiedsrichter: Massimo Busacca ( Schweiz) \| \| (PDF) Spielbericht \|                                                                                 | Schweden | Aufstellung Griechenland gegen Schweden |
| Griechenland                                                                    | Antonios Nikopolidis – Georgios Seitaridis, Sotirios Kyrgiakos, Paraskevas Antzas, Traianos Dellas (70. Ioannis Amanatidis), Vasilios Torosidis – Angelos Charisteas, Angelos Basinas , Kostas Katsouranis, Giorgos Karagounis – Theofanis Gekas (46. Giorgos Samaras) Cheftrainer: Otto Rehhagel | Andreas Isaksson – Niclas Alexandersson (74. Fredrik Stoor), Olof Mellberg, Petter Hansson, Mikael Nilsson – Anders Svensson – Christian Wilhelmsson (78. Markus Rosenberg), Freddie Ljungberg – Daniel Andersson – Zlatan Ibrahimović (71. Johan Elmander), Henrik Larsson Cheftrainer: Lars Lagerbäck | Schweden | Aufstellung Griechenland gegen Schweden |
| Griechenland                                                                    | 0:1 Ibrahimović (67.) 0:2 Hansson (72.) | | Schweden | Aufstellung Griechenland gegen Schweden |
| Griechenland                                                                    | Angelos Charisteas (1.), Georgios Seitaridis (51.), Vassilios Torosidis (61.) | | Schweden | Aufstellung Griechenland gegen Schweden |
| Griechenland                                                                    | Spieler des Spiels: Zlatan Ibrahimović (Schweden) | | Schweden | Aufstellung Griechenland gegen Schweden |
| 1. Spieltag                                                                     | | |          |                                         |
| Dienstag, 10. Juni 2008, 20:45 hr MESZ in Salzburg (EM-Stadion Wals-Siezenheim) | | |          |                                         |
| Zuschauer: 31.063 (ausverkauft)                                                 | | |          |                                         |
| Schiedsrichter: Massimo Busacca ( Schweiz)                                      | | |          |                                         |
| (PDF) Spielbericht                                                              | | |          |                                         |

## Schweden – Spanien 1:2 (1:1)
| Schweden                                                    | Schweden | Spanien | Spanien | Aufstellung                        |
| ----------------------------------------------------------- | --- | --- | ------- | ---------------------------------- |
| Schweden                                                    | \| 2. Spieltag \| \| Samstag, 14. Juni 2008, 18:00 Uhr in Innsbruck (Tivoli-Neu) \| \| Zuschauer: 30.772 (ausverkauft) \| \| Schiedsrichter: Pieter Vink ( Niederlande) \| \| (PDF) Spielbericht \|                                                                                        | \| 2. Spieltag \| \| Samstag, 14. Juni 2008, 18:00 Uhr in Innsbruck (Tivoli-Neu) \| \| Zuschauer: 30.772 (ausverkauft) \| \| Schiedsrichter: Pieter Vink ( Niederlande) \| \| (PDF) Spielbericht \|                                               | Spanien | Aufstellung Schweden gegen Spanien |
| Schweden                                                    | Andreas Isaksson – Fredrik Stoor, Olof Mellberg, Petter Hansson, Mikael Nilsson – Johan Elmander (79. Sebastian Larsson), Daniel Andersson, Anders Svensson, Freddie Ljungberg – Henrik Larsson (87. Kim Källström), Zlatan Ibrahimović (46. Markus Rosenberg) Cheftrainer: Lars Lagerbäck | Iker Casillas – Sergio Ramos, Carlos Marchena, Carles Puyol (24. Raúl Albiol), Joan Capdevila – Andrés Iniesta (59. Santi Cazorla), Marcos Senna, Xavi (59. Cesc Fàbregas), David Silva – David Villa, Fernando Torres Cheftrainer: Luis Aragonés | Spanien | Aufstellung Schweden gegen Spanien |
| Schweden                                                    | 1:1 Ibrahimović (34.) | 0:1 Torres (15.) 1:2 Villa (90.+2') | Spanien | Aufstellung Schweden gegen Spanien |
| Schweden                                                    | Anders Svensson (55.) | Carlos Marchena (53.) | Spanien | Aufstellung Schweden gegen Spanien |
| Schweden                                                    | Spieler des Spiels: David Villa (Spanien) | | Spanien | Aufstellung Schweden gegen Spanien |
| 2. Spieltag                                                 | | |         |                                    |
| Samstag, 14. Juni 2008, 18:00 Uhr in Innsbruck (Tivoli-Neu) | | |         |                                    |
| Zuschauer: 30.772 (ausverkauft)                             | | |         |                                    |
| Schiedsrichter: Pieter Vink ( Niederlande)                  | | |         |                                    |
| (PDF) Spielbericht                                          | | |         |                                    |

## Griechenland – Russland 0:1 (0:1)
| Griechenland                                                               | Griechenland | Russland | Russland | Aufstellung                             |
| -------------------------------------------------------------------------- | --- | --- | -------- | --------------------------------------- |
| Griechenland                                                               | \| 2. Spieltag \| \| Samstag, 14. Juni 2008, 20:45 Uhr in Salzburg (EM-Stadion Wals-Siezenheim) \| \| Zuschauer: 31.063 (ausverkauft) \| \| Schiedsrichter: Roberto Rosetti ( Italien) \| \| (PDF) Spielbericht \| | \| 2. Spieltag \| \| Samstag, 14. Juni 2008, 20:45 Uhr in Salzburg (EM-Stadion Wals-Siezenheim) \| \| Zuschauer: 31.063 (ausverkauft) \| \| Schiedsrichter: Roberto Rosetti ( Italien) \| \| (PDF) Spielbericht \|                                                               | Russland | Aufstellung Griechenland gegen Russland |
| Griechenland                                                               | Antonios Nikopolidis – Georgios Seitaridis (40. Giorgos Karagounis), Traianos Dellas, Sotirios Kyrgiakos, Vasilios Torosidis – Kostas Katsouranis, Angelos Basinas , Christos Patsatzoglou – Angelos Charisteas, Nikos Liberopoulos (61. Theofanis Gekas), Ioannis Amanatidis (80. Stelios Giannakopoulos) Cheftrainer: Otto Rehhagel | Igor Akinfejew – Alexander Anjukow, Denis Kolodin, Sergei Ignaschewitsch, Juri Schirkow (87. Wassili Beresuzki) – Sergei Semak – Dmitri Torbinski, Konstantin Syrjanow, Igor Semschow, Dinijar Biljaletdinow (70. Iwan Sajenko) – Roman Pawljutschenko Cheftrainer: Guus Hiddink | Russland | Aufstellung Griechenland gegen Russland |
| Griechenland                                                               | 0:1 Syrjanow (33.) | | Russland | Aufstellung Griechenland gegen Russland |
| Griechenland                                                               | Giorgos Karagounis (42.), Nikos Liberopoulos (58.) | Iwan Sajenko (77.), Dmitri Torbinski (84.) | Russland | Aufstellung Griechenland gegen Russland |
| Griechenland                                                               | Spieler des Spiels: Roman Pawljutschenko (Russland) | | Russland | Aufstellung Griechenland gegen Russland |
| 2. Spieltag                                                                | | |          |                                         |
| Samstag, 14. Juni 2008, 20:45 Uhr in Salzburg (EM-Stadion Wals-Siezenheim) | | |          |                                         |
| Zuschauer: 31.063 (ausverkauft)                                            | | |          |                                         |
| Schiedsrichter: Roberto Rosetti ( Italien)                                 | | |          |                                         |
| (PDF) Spielbericht                                                         | | |          |                                         |

## Griechenland – Spanien 1:2 (1:0)
| Griechenland                                                                     | Griechenland | Spanien | Spanien | Aufstellung                            |
| -------------------------------------------------------------------------------- | --- | --- | ------- | -------------------------------------- |
| Griechenland                                                                     | \| 3. Spieltag \| \| Mittwoch, 18. Juni 2008, 20:45 Uhr MESZ in Salzburg (EM-Stadion Wals-Siezenheim) \| \| Zuschauer: 30.883 \| \| Schiedsrichter: Howard Webb ( England) \| \| (PDF) Spielbericht \| | \| 3. Spieltag \| \| Mittwoch, 18. Juni 2008, 20:45 Uhr MESZ in Salzburg (EM-Stadion Wals-Siezenheim) \| \| Zuschauer: 30.883 \| \| Schiedsrichter: Howard Webb ( England) \| \| (PDF) Spielbericht \|          | Spanien | Aufstellung Griechenland gegen Spanien |
| Griechenland                                                                     | Antonios Nikopolidis – Loukas Vyntra, Sotirios Kyrgiakos (62. Paraskevas Antzas), Traianos Dellas, Nikolaos Spyropoulos – Angelos Basinas, Kostas Katsouranis – Dimitrios Salpingidis (86. Stelios Giannakopoulos), Giorgos Karagounis (74. Alexandros Tziolis), Ioannis Amanatidis – Angelos Charisteas Cheftrainer: Otto Rehhagel | Pepe Reina – Álvaro Arbeloa, Raúl Albiol, Juanito, Fernando Navarro – Rubén de la Red, Xabi Alonso – Sergio García, Cesc Fàbregas, Andrés Iniesta (58. Santi Cazorla) – Daniel Güiza Cheftrainer: Luis Aragonés | Spanien | Aufstellung Griechenland gegen Spanien |
| Griechenland                                                                     | 1:0 Charisteas (42.) | 1:1 de la Red (61.) 1:2 Güiza (88.) | Spanien | Aufstellung Griechenland gegen Spanien |
| Griechenland                                                                     | Giorgos Karagounis (34.), Angelos Basinas (72.), Loukas Vyntra (90.+1') | Daniel Güiza (41.), Álvaro Arbeloa (45.) | Spanien | Aufstellung Griechenland gegen Spanien |
| Griechenland                                                                     | Spieler des Spiels: Xabi Alonso (Spanien) | | Spanien | Aufstellung Griechenland gegen Spanien |
| 3. Spieltag                                                                      | | |         |                                        |
| Mittwoch, 18. Juni 2008, 20:45 Uhr MESZ in Salzburg (EM-Stadion Wals-Siezenheim) | | |         |                                        |
| Zuschauer: 30.883                                                                | | |         |                                        |
| Schiedsrichter: Howard Webb ( England)                                           | | |         |                                        |
| (PDF) Spielbericht                                                               | | |         |                                        |

## Russland – Schweden 2:0 (1:0)
| Russland                                                          | Russland | Schweden | Schweden | Aufstellung                         |
| ----------------------------------------------------------------- | --- | --- | -------- | ----------------------------------- |
| Russland                                                          | \| 3. Spieltag \| \| Mittwoch, 18. Juni 2008, 20:45 Uhr MESZ in Innsbruck (Tivoli-Neu) \| \| Zuschauer: 30.772 (ausverkauft) \| \| Schiedsrichter: Frank De Bleeckere ( Belgien) \| \| (PDF) Spielbericht \|                                                                    | \| 3. Spieltag \| \| Mittwoch, 18. Juni 2008, 20:45 Uhr MESZ in Innsbruck (Tivoli-Neu) \| \| Zuschauer: 30.772 (ausverkauft) \| \| Schiedsrichter: Frank De Bleeckere ( Belgien) \| \| (PDF) Spielbericht \|                                                     | Schweden | Aufstellung Russland gegen Schweden |
| Russland                                                          | Igor Akinfejew – Alexander Anjukow, Sergei Ignaschewitsch, Denis Kolodin, Juri Schirkow – Sergei Semak – Konstantin Syrjanow, Igor Semschow, Dinijar Biljaletdinow (66. Iwan Sajenko) – Roman Pawljutschenko (90. Wladimir Bystrow), Andrei Arschawin Cheftrainer: Guus Hiddink | Andreas Isaksson – Fredrik Stoor, Olof Mellberg, Petter Hansson, Mikael Nilsson (79. Marcus Allbäck) – Johan Elmander, Daniel Andersson (56. Kim Källström), Anders Svensson, Freddie Ljungberg – Henrik Larsson, Zlatan Ibrahimović Cheftrainer: Lars Lagerbäck | Schweden | Aufstellung Russland gegen Schweden |
| Russland                                                          | 1:0 Pawljutschenko (24.) 2:0 Arschawin (50.) | | Schweden | Aufstellung Russland gegen Schweden |
| Russland                                                          | Sergei Semak (57.), Andrei Arschawin (65.), Denis Kolodin (76.) | Andreas Isaksson (10.), Johan Elmander (49.) | Schweden | Aufstellung Russland gegen Schweden |
| Russland                                                          | Spieler des Spiels: Andrei Arschawin (Russland) | | Schweden | Aufstellung Russland gegen Schweden |
| 3. Spieltag                                                       | | |          |                                     |
| Mittwoch, 18. Juni 2008, 20:45 Uhr MESZ in Innsbruck (Tivoli-Neu) | | |          |                                     |
| Zuschauer: 30.772 (ausverkauft)                                   | | |          |                                     |
| Schiedsrichter: Frank De Bleeckere ( Belgien)                     | | |          |                                     |
| (PDF) Spielbericht                                                | | |          |                                     |